# Elisa Halvegård
Elisa Halvegård, född 8 mars 1953, är en svensk konstnär och pedagog baserad i Malmö, med huvudsaklig inriktning på textilarbeten och måleri.
Hon studerade vid Grafikskolan Forum, för Bertil Lundberg 1971–1977 och på Sommarakademien i Österrike 1974–1986 för Ernst Fuchs och Wolfgang Männer. 
År 2017 medverkade hon i Malmö Brinner, och samma år utkom hon med sin första roman Själens erogena zoner.